# Sékou Touré (Fußballspieler, 1934)
Sékou Touré (* 1. Mai 1934 in Bouaké; † 2. April 2003) war ein ivorischer Fußballspieler, der während eines großen Teils seiner aktiven Laufbahn in Frankreich gespielt hat, wo er wiederholt auch als Touré Sékou bezeichnet wurde.

## Vereinskarriere
Sékou Touré begann seine Vereinskarriere bei Africa Sports National in Abidjan und vorher auch schon bei dessen Lokalrivalen ASEC Mimosas. Um den Jahreswechsel 1958/1959 gehörte der bald „angesehene Torjäger zur ersten Welle von Spielern aus Französisch-Westafrika“, die im französischen Profifußball ihr Geld verdienen wollten und nicht unter die Restriktionen für Ausländer fielen. Touré schloss sich dem Erstdivisionär Olympique Alès an, bei dem auch sein Landsmann Jean Tokpa unter Vertrag stand, mit dem er aber schon nach wenigen Einsätzen in die Division 2 abstieg. Dort hinterließ er immerhin einen so guten Eindruck, dass ihn der FC Sochaux während der Transferperiode Anfang 1960 in die höchste Liga holte. Bei der als „Werkself von Peugeot“ geltenden Mannschaft trug er sich allerdings kurz darauf im März auf äußerst negative Weise in das Geschichtsbuch des französischen Fußballs ein; mit einem brutalen Foul beendete er die Karriere der erst 26-jährigen „nationalen Mittelstürmer-Ikone“ Just Fontaine von Stade Reims, der sich von der dabei erlittenen doppelten Fraktur an Schien- und Wadenbein nie wieder richtig erholte. Touré hat später wiederholt betont, sein Sprung mit beiden Füßen voraus in Richtung der Beine seines Gegenübers – für den der renommierte Schiedsrichter Pierre Schwinté ihn nicht einmal verwarnte, obwohl „die Abdrücke seiner Schuhstollen sich tief in Haut und Gewebe seines Opfers eingeprägt hatten“ – sei ohne Verletzungsabsicht erfolgt. Er besuchte Fontaine noch am selben Abend im Krankenhaus, und dieser schilderte die Begegnung aus großem zeitlichem Abstand heraus mit den Worten:

„Er saß 24 Stunden neben meinem Bett und sagte in der gesamten Zeit nicht ein Wort – stumm wie ein Karpfen und bedrückt wie ein armes Sünderlein. … Ich sprach ihn an, um ihm ein Wort zu entlocken, aber nichts dergleichen. Am Ende war ich es, der ihn beruhigen und trösten musste.“

Als Touré mit Sochaux keine sechs Monate später einen erneuten Abstieg erlebte, wurde er an den Zweitligisten US Forbach abgegeben. Für die Lothringer schoss er in 16 Punktspielen ein Dutzend Treffer, was den Ligakonkurrenten SO Montpellier auf ihn aufmerksam werden ließ, so dass er nach einem halben Jahr wieder nach Südfrankreich zurückkehrte.
In Montpellier hatte der Angreifer zweifellos seine erfolgreichste Zeit. Im Sommer 1961 erreichte Sékou Touré mit seiner Zweitligamannschaft nicht nur das Halbfinale im französischen Pokalwettbewerb – darin unterlag SOM allerdings dem Nachbarn Olympique Nîmes mit 1:2 –, sondern kehrte als Meister der zweiten Division auch ins fußballerische Oberhaus zurück. Und seine anschließende, erste vollständige Saison in Frankreich krönte er mit einem guten achten Rang in der Abschlusstabelle. Er hatte persönlich ganz wesentlich zu dieser respektablen Platzierung beigetragen, denn seine 25 Punktspieltreffer bedeuteten, dass er als erfolgreichster Torjäger der Division 1 ausgezeichnet wurde. Weshalb Montpellier ihn dennoch nach Saisonende abgab, ist nicht bekannt, wohl aber, dass sich dann erneut eine Serie von Kurzverpflichtungen anschloss: sechs Monate mit neun Ligaeinsätzen beim FC Grenoble, ein Jahr, darin aber lediglich elf Punktspiele für OGC Nizza, ein viermonatiges Intermezzo bei Olympique Nîmes, danach Rückkehr für fünf Spiele nach Nizza. Sowohl Grenoble als auch der OGC stiegen am Ende seiner dortigen Tätigkeiten in die zweite Liga ab. 1964/65 fand sich sein Name im Kader des normannischen Amateurvereins FC Dieppe, und 1965/66 spielte er nochmals eine volle Saison im Profibereich, wo er für den Zweitdivisionär AS Béziers während 32 Punktspielen mit noch einmal 14 Treffern zu einer Platzierung im oberen Mittelfeld beitrug.
Nach insgesamt 87 Spielen mit 40 Toren in der ersten, 73 Spielen und 44 Treffern in der zweiten Liga sowie 16 Partien (neun Tore) in den beiden Pokalwettbewerben (Coupe de France und Coupe Charles Drago) endete seine Karriere in Frankreich. Ob er dort geblieben oder an die Elfenbeinküste zurückgekehrt ist, ist nicht festzustellen.